# John Aston Sr.
John Aston (Prestwich, 3 september 1921-Manchester, 31 juli 2003) was een Engels voetballer. Hij is de vader van voetballer John Aston Jr. Ter onderscheid van zijn zoon staat hij bekend als John Aston Sr.

## Carrière
Aston doorliep de jeugdopleiding van Manchester United en speelde hier de rest van zijn carrière. In 1946 maakte hij zijn debuut voor de club in een wedstrijd tegen Chelsea. De positie van Aston was linksback. In 1948 won hij de FA Cup in de finale tegen Blackpool, en in 1952 werd hij met zijn club landskampioen. Hij speelde 17 interlands voor Engeland en speelde op het WK van 1950 in Brazilië.
Na zijn carrière werd hij jeugdtrainer en scout voor Manchester United.
Aston stierf op 31 juli 2003 op 81-jarige leeftijd.

## Erelijst
- Manchester United
  - Landskampioen: 1952
  - FA Cup: 1948